# Alois Pražák
Alois baron Pražák (21. února 1820 Uherské Hradiště – 30. ledna 1901 Vídeň) byl moravský a rakouský politik, právník a šlechtic, nejvýznamnější reprezentant českého živlu na Moravě v druhé polovině 19. století a předseda staročeské Moravské národní strany, koncem 19. století předlitavský ministr-krajan a ministr spravedlnosti.

## Mládí a osobní život
Narodil se 21. února 1820 v Uherském Hradišti v zámožné měšťanské římskokatolické rodině Augustina Pražáka (měšťanem od 15. 10. 1806) a jeho ženy Johanky. Vyrůstal s pěti sourozenci – bratrem Augustinem, který však tragicky zahynul ještě jako student (otrava kysličníkem uhelnatým), a sestrami Annou, Rozálií, Karolínou a Amálií. Jeho otec vlastnil koželužnu, dvě usedlosti s pololánem ve Starém Městě a vinohrad v Mařaticích.
Matka pocházela z italského rodu Pogliesů. Její předkové se v Hradišti usadili na přelomu 16. a 17. století. Rodině Pražáků patřil dům na Mariánském náměstí. Obě rodiny, Pražákova i Pogliesova, patřily ve městě k velmi váženým, přestože rod Pražáků nepatřil k starousedlým. Augustin Pražák zastával ve městě řadu čestných úřadů.
Do Uherského Hradiště přišel děd Aloise Pražáka z Tábora. Jméno Pražáků, které přijali za své, je odvozeno od Prahy (kde však nosili jméno Srbský), kam přišli jejich předkové snad v 16. století až z Chorvatska.
Otec Augustin Pražák byl poměrně zámožný, a protože sám byl absolventem několika tříd gymnázia, druhorozeného Aloise se rozhodl dát na studia (s prvorozeným Augustinem počítal, že po vyučení převezme otcův rodinný podnik). Podle otcova mínění se Alois na řemeslo ani moc nehodil, neboť v mládí prodělal těžký zánět pobřišnice a jen zázrakem se uzdravil. Byl proto považován za fyzicky slabého a neduživého.
Vzhledem k tomu, že Uherské Hradiště mělo v 1. polovině 19. století německý ráz, navštěvoval Alois školy německé. Uměl však dobře mluvit česky, neboť tak se v rodině s dětmi mluvilo. Číst však česky tehdy ještě neuměl. V deseti letech studoval na Piaristickém gymnáziu v Kroměříži. Nebyl sice vynikajícím žákem, ale jako milovník přírody vynikal botanickými znalostmi též zásluhou prof. Wintra. V šestnácti letech studoval filozofii v Brně. Jeho učiteli byli topograf Řehoř Tomáš Volný, profesor historie a filologie, a spisovatel František Matouš Klácel, profesor filozofických věd. Jejich zásluhou se v mladém Pražákovi „vyvinul cit pro studie estetické a historické a láska k národu“.
Od října 1838 studoval Pražák v Olomouci na tamní právnické vysoké škole, kde tenkrát přednášeli prof. dr. Scari vědy politické a statistiku a dr. Helm právo občanské. Tady se stýkal s rodinou strýce a tety (matčiny sestry) Fanderlíkových, kteří jej podporovali na právnických studiích. Jeho otec totiž ztratil při požáru velkou část majetku a nemohl jej podporovat tolik, co dříve. Alois si též přivydělával soukromým vyučováním. Na studiích se probouzely jeho vlastenecké city. Jeho moravanství bylo zprvu orientováno spíše německy, neboť byl samotář, vzdělán v německém jazyce a neměl ani mnoho příležitostí s někým kloudně promluvit česky, a teprve díky vlivu vyučujících dr. Bočka a profesora Aloise Vojtěcha Šembery se prohluboval jeho zájem o češtinu.
Po ukončení právnického studia v roce 1842 nastoupil praxi u olomouckého magistrátu. Na jaře roku 1844 dosáhl titul doktora práv a po dobu tří let byl „koncipistou“ (koncipientem) u brněnského advokáta dr. Dudezya. Nejprve však sám spíše než o advokátské praxi uvažoval o kariéře v zemských či státních službách a chybělo málo, aby zakotvil jako úředník finanční prokuratury v Haliči. Na počátku roku 1848 si otevřel v Brně na rohu Velkého náměstí (dnes náměstí Svobody) a Kobližné ulice vlastní „veřejnou agenturu“ (napůl advokátní, napůl úřední kancelář).
V roce 1849 stál JUDr. Alois Pražák u zrodu Národní jednoty svatých Cyrila a Metoděje v Brně, pozdější Matice moravské. Obdobně se podílel na založení Besedy, pozdějšího (od r. 1861) Filharmonického spolku Beseda česká.
V roce 1850 se dr. Pražákovi podařilo dosáhnout potvrzení místa advokáta zapsaného v advokátní komoře. Tehdy na oplátku pomáhal svému o 19 let mladšímu bratranci JUDr. Josefu Fanderlíkovi mladšímu, významnému moravskému politikovi, rovněž poslanci Moravského zemského sněmu, když působil v Brně a v Uherském Hradišti.
28. srpna 1850 měl JUDr. Alois Pražák na sv. Hostýně svatbu s Antonií, dcerou olomouckého tiskaře a nakladatele Skarnitzla, s níž se seznámil v době olomouckých studií na právnické fakultě. Byla rodem i výchovou Němka, ale naučila se tak dobře česky a působila v českojazyčných spolcích, že by v ní Němku hledal málokdo. Manželé Pražákovi bydleli nejprve v Offermanově ulici u Ferdinandových hradeb (dnešní Bašty, roční nájem 400 zlatých, později 500), později na Zelném trhu, kde měli také rozsáhlou zahradu. Zde se jim narodily čtyři děti – synové Vladimír, Jaroslav a Otakar a dcera Marie.
Dr. Pražák se nadále věnoval advokacii a získal brzy jméno jednoho z nejobratnějších advokátů na Moravě. Býval proto často volen do správních rad různých průmyslových závodů (např. šlapanického cukrovaru). Byl právním zástupcem mnoha příslušníků moravské šlechty, např. knížete Hugo Salma, hrabat Karla a Jindřicha Haugviců, hraběte Albrechta Kounice, Aloise Serenyiho a jiných. Kromě toho byl stále činný v Matici moravské.
Ve druhé polovině roku 1854 a v prvních měsících r. 1855 byl dr. Pražák nemocen. Domníval se, že trpí mozkovou chorobou. Byl však zřejmě pouze přepracován a byl mu doporučen klid, dovolená a veselá mysl. V r. 1854 pobýval na léčebném pobytu v Meranu. Potom však dr. Pražák odpočíval poměrně aktivně. Vzpomněl si na svou lásku k horám a podnikal cesty za poznáním po Evropě a túry po Alpách. Protože byl i zaníceným nimrodem, najal si s několika brněnskými advokáty honební revír v okolí Brna. Pomalu se vracel k práci a od r. 1860 se opět věnoval veřejným událostem.
Když v 60. letech přesídlil do Vídně, předal advokátní kancelář v Brně dr. Šromovi, do té doby působícímu v Uherském Hradišti. S dr. Šromem, s bratrancem dr. Fanderlíkem, advokátem v Olomouci, s dr. Mezníkem, svým stálým zpravodajem z Prahy, s kroměřížským advokátem Kozánkem a dalšími byl v neustálém kontaktu.

## Politická činnost

### Revoluce 1848 a nástup do politiky
JUDr. Alois Pražák se stal výraznou osobností, která významným způsobem zasáhla do politického dění v rakouské monarchii.
Jeho politická kariéra začala revolučním rokem 1848. Vždy si uvědomoval svůj slovanský původ a především své moravanství. Když byl povolán do moravského stavovského sněmu, rád toto pozvání přijal. Po pádu kancléře Klemense von Metternich byl totiž zvolen poslancem Zemského sněmu Markrabství moravského (i se svým otcem, který se však mandátu záhy vzdal), kde ihned vynikl nad jiné jako skvělý řečník. Jeho životopisec Libor Vykoupil jej charakterizuje následovně: „Mluvil vždy věcně a klidně, vyjadřoval se k širokému spektru problémů a byly mu svěřovány stále významnější referáty. Vynikajícím způsobem se zúčastnil rozpravy o obeslání či neobeslání frankfurtského sněmu.“ Moravští poslanci sympatizovali s listem Františka Palackého z 11. dubna 1848 o odmítnutí českých poslanců se sněmu zúčastnit. Na rozdíl od Palackého na českém sněmu zastával Pražák obeslání s podmínkou, že Rakousko si udrží své postavení mimo Německo. Z obavy o samostatné postavení Rakouska však nakonec zvítězilo stanovisko frankfurtský sněm neobeslat. Z Moravy tedy odjelo do Frankfurtu pouze 13 poslanců německé národnosti.
Zvláště díky Pražákově iniciativě Moravský zemský sněm 14. dubna 1848 odmítl v dopise císaři sloučení Moravy s Čechami a návrh českých politiků sloučit jejich zemské sněmy. Vystupoval proti jednotícím snahám českých politiků, z důvodu toho, aby nebyla pošlapána starobylá práva Markrabství moravského.
Právě na půdě Moravského zemského sněmu vystoupil Alois Pražák s takovou razancí proti politickému a organizačnímu splynutí Moravy s Čechami, že dokázal rozhodující měrou ovlivnit i názor ostatních poslanců (72 poslanců bylo pro, pouze 6 bylo proti). Návrh na spojení obou zemí byl zamítnut slovy poslance Cibulky: „Češi jsou nám bratři a přátelé, ale musíme pevně držeti od mnoha staletí zachovanou samostatnost a nezávislost.“ Alois Pražák měl eminentní zájem na tom, aby si Morava v 19. století jako jedna ze zemí Koruny české zachovala vlastní zemský sněm, a nadále byla v rámci habsburské monarchie suverénním politickým subjektem. Pod Pražákovým vedením uskutečňovala Morava vlastní národní politiku, nezávislou na politice staročeské, reprezentované Františkem Ladislavem Riegrem. (Zklamaní čeští politici tak sklidili plody své poněkud velkopanské politiky, když se domnívali, že proti jejich návrhům nelze mít jakýchkoliv námitek. Dr. Pražák později prohlásil, že přes sympatie k Čechům byl natolik Moravanem, že k jinému závěru ani dojít nemohl). Tak jako dr. F. L. Rieger v Čechách byl mluvčím Čechů, tak na Moravě dr. A. Pražák se stal vůdcem a mluvčím Moravanů. Oba byli uznávanými politickými autoritami ve svých rodných zemích.
13. května 1848 se rozešel původní stavovský zemský sněm. Zasedání nového tzv. „selského“ zemského sněmu (zástupce totiž měli majitelé statků zapsaných v zemských deskách, měšťané, zástupci venkovských obcí s cca 40% podílem a universitní profesoři) bylo zahájeno již 31. května 1848. Alois Pražák byl opětovně zvolen za Uherské Hradiště. Na sněmu se stal význačným zástupcem moravských královských měst a jedním z hlavních řečníků. Svůj odstup vůči politice Čechů potvrdil tím, že se ani nezúčastnil slovanského sjezdu v Praze ve dnech 2. až 12. června 1848. Vedoucím asi šedesátičlenné moravské delegace byl MUDr. Jan Helcelet.
Naopak, v téže době, na druhém zasedání moravského zemského sněmu 5. června 1848 projednával tradičně velmi aktivně záležitosti týkající se roboty a desátků. Jako poslanec moravského zemského sněmu, díky svým schopnostem a kvalitám vyjednávače, sehrál Pražák zcela zásadní roli při jednáních za kurii královských měst jako referent v komisi o zrušení roboty, což by mu samo o sobě mělo zaručit nesmazatelné místo v učebnicích dějepisu, neboť jeho zásluhou měla Morava jako první ze všech zemí monarchie vyřešenu otázku zrušení roboty. Teprve po něm vystoupil ve Vídni se svými návrhy Hans Kudlich. Alois Pražák vypracoval též návrh pro panovníka. Nový Moravský zemský sněm zasedal téměř 8 měsíců až do 24. ledna 1849.
Ve volbách roku 1848 byl také zvolen na rakouský ústavodárný Říšský sněm. Zastupoval volební obvod Uherské Hradiště na Moravě. Uvádí se jako doktor práv. Patřil ke sněmovní pravici.
Na sněmu působil během jeho zasedání ve Vídni i později v Kroměříži (odtud označení kroměřížský sněm). Alois Pražák si získal na Moravě takové sympatie, že byl v právě probíhajících volbách do Říšského sněmu bez agitace zvolen hned ve třech okresech (Uherské Hradiště, Vizovice a Prostějov). Přijal mandát za své rodné město. Z celkového počtu 38 poslanců z Moravy se pouze 8 pokládalo za Slovany, včetně Pražáka. Karel Havlíček Borovský, který ve svých Národních novinách otiskl jména poslanců jednotlivých krajů a ke každému z nich uvedl stručnou charakteristiku, u poslance za Uherské Hradiště napsal: „JUDr. Alois Pražák, veřejný agent v Brně. Slovan, protivník všelikého sblížení se k Čechám, jinak bez barvy,“ tedy bez výraznější politické orientace.
Teprve v Kroměříži se dr. Pražák otevřeně přihlásil k českému klubu vedenému F. Palackým a jeho zetěm F. L. Riegrem. Tam také navázal přátelské styky a také se sblížil s K. H. Borovským. Tehdy se teprve začal podepisovat „Pražák“ místo dosavadního německého „Praschak“.
Dne 7. října císař Ferdinand V. odjel z revoluční Vídně s celým dvorem na Moravu do Olomouce, kde se rozhodl 2. prosince abdikovat a postoupit trůn osmnáctiletému synovci Františku Josefovi I. Po abdikaci odjel Ferdinand i s císařovnou Marií Annou do Prahy. Z kroměřížského sněmu byla poslána do Olomouce deputace k novému císaři, aby mu vzdala hold. Císař přijal deputaci blahosklonně a vyjádřil se, že si je dobře vědom, že Slované zachránili říši rakouskou. (K. H. Borovský na toto vyjádření císaře reagoval ve svých Národních novinách poznámkou ke zprávě o přijetí deputace: „Přejeme si, aby Jeho Milost císařská tuto pravdu vždy dobře na paměti zachovat ráčil, zvláště až nastane den odplaty, aby nezůstali ti, kteří při práci první byli, posledními při hodech.“) Z Olomouce pak deputace odešla do Prahy k odstoupivšímu císaři Ferdinandovi. V deputaci byl také dr. Alois Pražák, který tak poprvé viděl Prahu, a měl možnost se po několik dnů pobytu seznámit s pamětihodnostmi tohoto města.

### Bachovský neoabsolutismus
Kroměřížský sněm byl císařským manifestem ze dne 4. března 1849 rozpuštěn s odůvodněním, že je nezpůsobilý k řešení ústavní otázky. Císař sám vyhlásil oktrojovanou ústavu, jejíž znění, silně omezující veškerou svobodu národů v rakouské monarchii, nechtěli poslanci Říšského sněmu schválit. Po rozpuštění kroměřížského sněmu Pražák připojil svůj podpis k oficiálnímu protestu a vrátil se do Brna ke právnické praxi.
Naděje, probuzené událostmi roku 1848 a necelými dvěma roky určitého uvolnění, byly vystřídány nástupem neoabsolutistické moci Alexandra Bacha. I když z počátku vystupoval tak, aby zachoval zdání pokrokovosti, postupně začal omezovat veškeré národnostní a politické projevy v rakouské říši. Byly zakázány jakékoliv neněmecké spolky, nesměly se vydávat žádné národní noviny. Ustrnul všechen slovanský veřejný život. Jako úřední řeč se všude šířila němčina, jen na venkově se mezi prostým lidem udržovala čeština. Ovšem inteligence nezapomněla přes všechny překážky a pronásledování na svůj národně buditelský úkol. Na Moravě byla známa jména např. prof. Šembery, prof. Hanuše, dr. Helceleta, Klácela nebo hanáckého poslance Františka Skopalíka. (V tu dobu (26. 5. 1851) už K. H. Borovský píše dr. Pražákovi: „Vysoce vážený pane, drahý příteli!“ a žádá jej, aby uschoval jeho knihy a zachránil je před konfiskací.) Dr. Alois Pražák se však nevzdal ani kontaktů s brněnskými Němci a navštěvoval Politický spolek brněnský, kde se scházela brněnská elita.
V roce 1859, kdy odpor proti Bachovu absolutismu vyvrcholil, kdy i ve Vídni usoudili, že krutý absolutismus by mohl Rakousko výrazně ochromit politicky i hospodářsky, byl Alexander Bach 26. srpna 1859 propuštěn z funkce ministerského předsedy.

### Návrat do politiky po obnově ústavnosti
Po pádu Bachova absolutismu nastalo politické a národnostní uvolnění. V březnu 1860 se po dlouhé odmlce sešla Říšská rada (tehdy ještě nevolené poradní shromáždění, bez parametrů skutečného zákonodárného sboru) a říjnovým diplomem téhož roku vyhlásil císař návrat k ústavě a úpravě politických poměrů v monarchii.
V roce 1861 dr. Alois Pražák založil Národní stranu na Moravě coby specifický moravský proud Národní (staročeské) strany. Se skupinkou přátel, mezi nimiž figurovali např. Jan Helcelet, P. Ignác Wurm a František Antonín Mathon, vytvořil volební výbor, který vydal předvolební prohlášení. Jeho zveřejnění umožnil redaktor Jan Ohéral, který je otiskl v Moravských novinách, jediném česky píšícím politickém listu na Moravě. V březnu 1861 na Moravě vznikla moderní politická reprezentace, která nadále usilovala o co největší zastoupení v zemském sněmu a o uznání jazykové i národní samosprávy Moravy. Ve volbách do Moravského zemského sněmu se mezi kandidáty objevovala jména známá z dřívější doby: Pražák, Helcelet, Skopalík, Šrom, Mezník.
Na rozdíl od roku 1848 nyní nebylo principiálně lidmi okolo Pražáka odmítáno státoprávní spojení s Čechami, ale pozice Moravy byla definována jako „úd samostatný, nikoliv podřízený“ a moravští staročeši fakticky praktikovali nezávislou politiku.
Národní straně na Moravě nepřinesly volby do Moravského zemského sněmu (18. a 20. března) výrazný úspěch. Přesto byl v roce 1861 Alois Pražák zvolen za okres Boskovice, Kunštát a Blansko jako poslanec do moravského zemského sněmu. Dne 6. dubna pronesl v moravském sněmu svou první řeč v českém jazyce, když na žádost zemského hejtmana opakoval hlavní myšlenky německy. V Moravském zemském sněmu zasedalo pouze 24 slovanských Moravanů, kteří 9. dubna podali po vzoru českých liberálů ústy svého mluvčího dr. Pražáka ohrazení, ve kterém protestovali proti nespravedlivému volebnímu systému a v náznacích se přihlásili k státoprávní souvislosti zemí koruny české. Ještě nepříznivější národnostní situace byla v zastupitelstvu města Brna, tehdy ovládaného zcela Němci, jehož byl v tu dobu Pražák také členem. Navíc byl starostou protislovansky zaměřený Němec dr. Karl Giskra. Přesto právě díky členství v zastupitelstvu se Pražák zasloužil o stavbu nové zemské nemocnice u sv. Anny. Při práci v Moravském zemském výboru se blíže seznámil s dr. Františkem Šromem, advokátem v Uherském Hradišti a poslancem za toto město.
V roce 1861 byl též jednomyslně zvolen za Uherské Hradiště do Říšské rady (kurie venkovských obcí, obvod Boskovice, Blansko, Kunštát) a jeho politickým působištěm se stala Vídeň. Do Říšské rady vyslal Moravský zemský sněm celkem 22 poslanců (volby byly nepřímé, Říšskou radu tvořili poslanci delegovaní jednotlivými zemskými sněmy), z toho pouze čtyři byli Moravané slovanští: Alois Pražák, Jan Helcelet, Jan Bílý a Valentin Kostelník.
Po pádu absolutismu Alexandra Bacha začaly též vznikat různé čtenářské, pěvecké, divadelní a jiné spolky. Dr. Pražák se značnou měrou v listopadu 1861 zasloužil o založení Slovanského čtenářského spolku v Brně, který se brzy stal centrem českojazyčné inteligence v Brně. V březnu 1863 byl dr. Pražákem a několika jeho spolupracovníky založen časopis Moravská orlice.
Jako poslanec zemského sněmu a člen Říšské rady byl Pražák iniciátorem řady důležitých politických kroků, které směřovaly k prosazení státoprávních nároků bývalé Koruny české a rovnoprávnosti mezi slovanskými Čechy a Moravany na straně jedné a Němci na straně druhé v rámci monarchie. Při debatách v Moravském zemském sněmu o jazykové rovnoprávnosti spolu s dalšími česky hovořícími poslanci bojovali za prosazení češtiny na Vysoké technické škole v Brně. V Říšské radě předložili spolu s dr. Helceletem návrh, aby říšský zákoník byl vydáván nejen německy, ale ve všech jazycích národů v monarchii.

### Polemiky ohledně pasivní rezistence
Ve Vídni tvořili slovanští Moravané a Češi pevnou skupinu. Roztržka nastala teprve v roce 1863, kdy 25. června Češi odešli pro německou nesnášenlivost a na protest proti nevyřešení státoprávních snah Čechů z Říšské rady. Už počátkem roku 1863 přednesl F. L. Rieger zdůvodnění odmítnutí účasti Čechů na jednání Říšské rady. Uherský sněm totiž neuznal novou únorovou ústavu a tudíž působnost Říšské rady byla omezena pouze na oblast takzvaného Předlitavska. V zákulisí podporoval tento český nátlak hrabě Jindřich Jaroslav Clam-Martinic, zastánce historických práv zemí bývalé Koruny české. Pod vlivem Pražáka však Moravané zatím v parlamentu zůstali. Na poradu k Palackému totiž nebyli všichni pozváni a MUDr. Jan Helcelet, mluvčí Moravanů v Praze, nepřivezl odtud jasné stanovisko. Počátek pasivní rezistence považoval Pražák za osudný okamžik a iniciátorům pak kladl za vinu i pozdější rakousko-uherské vyrovnání.
Teprve o rok a půl později, v prosinci 1864, odešli pro německý útisk a svévoli (zamítnutí řádné dovolené) z Říšské rady i čeští Moravané (Pražákova rezignace oznámena dopisem 25. listopadu 1864) a setrvali v pasivitě až do roku 1874. Po roce 1865 nebyl pro odpor německého starosty Brna dr. Giskry dr. Pražák ani znovu zvolen do městského zastupitelstva (od té doby byli v zastupitelstvu Brna pouze samí Němci až do roku 1918).
V červenci 1865 byl propuštěn ministerský předseda Anton von Schmerling a na jeho místo byl jmenován moravský šlechtic hrabě Richard Belcredi. Mezitím byl ve volbách do Moravského zemského sněmu v roce 1866 dr. Alois Pražák zvolen opět za okresy Boskovice, Kunštát a Blansko. Na sněmu tehdy na rozdíl od Čech (pro jiné silové poměry mezi českou autonomistickou a německou, centralistickou stranou) neprošlo prohlášení na podporu státoprávních požadavků, ale nebylo přijato ani opačné stanovisko. V únoru 1866 sněm odmítl Pražákův návrh na volební reformu. Celkově moravský sněm zaujal vyčkávací stanovisko (historik Otto Urban označuje tuto pozici jako politické neutrum). 10. srpna 1866 se Pražák, Palacký a Riegr zúčastnili schůzky s Belcredim, ale naděje, že by mohlo dojít k výraznému českému státoprávnímu úspěchu nevyšly. Belcredi upozornil, že české státoprávní požadavky nemají jednoznačnou podporu obyvatelstva českých zemí a pozastavil se nad neúčastí české a moravské šlechty v delegaci.
Únor 1867 přinesl rozčarování, když byl hrabě Belcredi propuštěn z vlády a pánem situace se stal baron Friedrich Ferdinand von Beust. Maďaři prosadili rakousko-uherské vyrovnání a říše se rozdělila na dvě části. Rakousko-uherským vyrovnáním zůstaly nenaplněny státoprávní snahy Čechů.
Český zemský sněm v únoru 1867 odmítl obeslat Říšskou radu a 13. dubna téhož roku slovanští poslanci na protest proti rakousko-uherskému vyrovnání opustili i Český zemský sněm. Ten měl od té doby po několik let většinu německou. Po vydání dokumentů o rakousko-uherském vyrovnání v den zahájení nového Českého zemského sněmu v Praze 22. srpna 1868 odevzdala tříčlenná deputace jménem 81 českých poslanců sněmovnímu prezidiu zvláštní státoprávní deklaraci, která rozvedla zásady zahájení bojkotu z dubna 1867. Deklarace obsahovala vedle historicko-právního a politického úvodu 10 bodů, v nichž formulovala své státoprávní stanovisko a protestovala proti prosincové ústavě a proti usnesením Říšské rady, byla zdůrazněna státoprávní tradice a svébytnost zemí Koruny české. Sněm deklaraci nepřijal a vyzval české poslance k účasti na svém jednání. Ti však odmítli. Podobné prohlášení vydali téhož dne i čeští poslanci z Moravy (spolu se státoprávně orientovanou šlechtou), prohlašujíce, že se nové Říšské rady nikdy nezúčastní. Dne 28. srpna Češi zdůvodnili svou neúčast na sněmu. Deklaranti dokazovali, že země Koruny české souvisely s ostatními zeměmi rakouské monarchie vždy jen osobou panovníka a že změny v jejich právním postavení jsou možné jen na základě smlouvy mezi králem a národem. Čeští poslanci zaslali deklaraci císaři a žádali rozšíření české otázky.
Čeští Moravané začali bojkotovat zemský sněm 24. srpna 1868, kdy na zemském sněmu podali obdobné Osvědčení. Formuloval je právě Alois Pražák. Jeho stylizace byla mírnější, neboť Osvědčení podepsali i olomoucký arcibiskup a brněnský biskup a též někteří konzervativní velkostatkáři. I Alois Pražák však rozhodně odmítl dualismus jako „úmyslné zneuznání všech historických a státoprávních poměrů“, vyvíjejících se v rakouské monarchii od roku 1848. Neopomněl zdůraznit kontinuitu Markrabství moravského, které nechtěl nechat rozplynout ani v Předlitavsku, ani ve státoprávním svazku zemí Koruny české (odmítnutí zamýšleného Generálního sněmu českých zemí). Historik Otto Urban také uvádí, že moravské Osvědčení na rozdíl od české deklarace méně zdůrazňovalo státoprávní otázky a vyvažovalo je otázkami národnostními. Politiku moravských staročechů označuje za obecně konzervativnější než v Čechách. V soukromé korespondenci s Egbertem Belcredim Pražák mluvil o tom, že „opět zachránili alespoň na čas autonomii Moravy, jež byla ohrožena centralizačními choutkami Riegra.“ Jinak Moravský zemský sněm (rovněž i Slezský zemský sněm, ovládaný německými liberály) deklaroval věrnost prosincové ústavě a vyjádřil se proti spojení s Čechami.
V Čechách i na Moravě se ozývaly hlasy protestu proti dualismu a obyvatelstvo projevovalo podporu deklaraci českých poslanců. Jedinou světlou velkou událostí té doby bylo položení základního kamene k Národnímu divadlu v Praze 16. května 1868. Do moravské delegace, vyslané na tyto oslavy, byl jmenován i dr. Alois Pražák jako mluvčí Moravanů. (Dostalo se mu velké pocty, kdy po největších mužích českého národa té doby Františku Palackém, Bedřichu Smetanovi, dr. Františku Ladislavu Riegrovi jako čtvrtý jménem Moravanů poklepal kladívkem na základní kámen. Za ním přistupovaly k základnímu kameni další významné osobnosti politického a kulturního života Čech i Moravy.)

### Fundamentální články
Sedmdesátá léta byla vyplněna novými sliby ze strany císaře a vídeňské vlády a z toho plynoucími nadějemi Čechů o státoprávní úpravě, změně ústavy a též dalšími zklamáními z nesplněných slibů.
České snahy byly podporovány i některými rakouskými federalisty. Jedním z nich byl i hrabě Karl Siegmund von Hohenwart. Ještě v době, kdy byl místodržitelem v Linci, pověřil prof. Karla Habětínka zorganizováním tajné schůzky, na které by představitelé české politické reprezentace vytyčili základní (fundamentální) články představ o státoprávním postavení zemí bývalé Koruny české v rakousko-uherské říši. Karel Habětínek se úkolu zhostil odpovědně. Tajná schůzka proběhla v domě poslance Českého zemského sněmu JUDr. Jana Žáka v Pardubicích za účasti hraběte Jindřicha Clam-Martinice, dr. Františka Ladislava Riegra, dr. Jana Žáka, dr. Karla Habětínka, dr. Aloise Pražáka, z Vídně poslal hrabě Hohenwart ze svých lidí dr. Josefa Alexandra Helferta a dr. Antona Becka. Kvůli utajení přijížděli účastníci postupně, někteří dokonce v přestrojení. Konspirace byla tak důkladná, že se dodnes neví, kdy vlastně celodenní schůzka proběhla.
V květnu 1870 se účastnil porad českých národně-liberálních politiků a konzervativní šlechty, kde se řešila možnost obnovení široké federalistické státoprávní koalice s potenciálem změny celkové předlitavské politiky. Tehdy působící vláda Alfreda von Potockého vyvolávala v tomto ohledu jisté naděje.
V srpnu roku 1870 se čeští politici vrátili do Českého zemského sněmu a zahájili vyjednávání s vídeňskou vládou. Jednání vedli Alois Pražák, František Ladislav Rieger a hrabě Jindřich Jaroslav Clam-Martinic. Dne 26. září 1870 v císařském reskriptu František Josef I. slíbil prozkoumat české stížnosti a potvrdil nedílnost a nescizitelnost Českého království. Současně vyzval české poslance k návratu do Říšské rady. Jako ústupek projevil přání být korunován na českého krále. V tu dobu se rychle po sobě střídali předsedové vlád. Dne 6. října 1870 došlo k vypsání přímých voleb do Říšské rady na území Čech. V těchto volbách, konaných na začátku listopadu, bylo zvoleno 36 poslanců české státoprávní opozice, kteří odmítli dostavit se do vídeňského parlamentu. Neochota Čechů k zasednutí v Říšské radě vedla k tomu, že dne 4. února 1871 byl odvolán kabinet hraběte Alfreda Potockého a nastoupila nová (tzv. masopustní) vláda Karla von Hohenwarta, v níž zasedl jako ministr spravedlnosti i Karel Habětínek. Úkolem vlády bylo česko-rakouské vyrovnání, tzv. fundamentální články. Toto několikaměsíční jednání vedli za vládu ministr Albert Schäffle a za Čechy František Ladislav Rieger, Alois Pražák a hrabě Jindřich Jaroslav Clam-Martinic. Jednání probíhala střídavě v Praze a ve Vídni. V srpnu 1871 došlo k vypracování předběžné dohody o podstatě českého vyrovnání ve Fundamentálních článcích.
Dne 12. září 1871 v císařském reskriptu, zveřejněném na jednání českého sněmu 14. 9., panovník slavnostně zopakoval své rozhodnutí nechat se korunovat českým králem. Spolu s tímto prohlášením vyzval sněm k započetí jednání o mírném a smířlivém uspořádání českého státoprávního uspořádání v souladu se státoprávními poměry celé říše.
V srpnu roku 1871 byly tyto články přijaty Českým zemským sněmem, včetně zákona na ochranu národností a rovnosti jazyků v oblasti školství a státní správy. Fundamentální články představovaly 18 bodů, jimiž byl v podstatě akceptován rakousko-uherský dualismus. Podstatou dokumentu nebyl trialismus říše, nýbrž realistický odhad možnosti určité národní rovnoprávnosti se zachováním specifik. Vyrovnání se mělo týkat v podstatě pouze Čech, neboť Moravský zemský sněm se sice přihlásil k zásadám fundamentálek, avšak jeho slovanští poslanci setrvávali na požadavku samostatného Markrabství moravského. Rovněž Slezský zemský sněm, kde byla většina centralistických poslanců, protestoval proti požadovanému státoprávního spojení Slezska a Čech. Fundamentální články však nebyly přijaty pro odpor rakousko-uherské vlády, německého i maďarského obyvatelstva říše a ruského cara, kteří v nich viděli nebezpečí pro své postavení. Císař jim ustoupil a již připravený zákon neschválil. Hohenwartova vláda padla a byla jmenována přechodná vláda Ludwiga von Holzgethana a pak trvalá nová vláda Adolfa von Auersperga.
Dalším neúspěchem české politiky byly tzv. chabrusové volby (z řec. chabrus - kšeft) roku 1872, kdy státoprávní síly ztratily svou pozici na Českém zemském sněmu. Po zklamání z nepřijetí fundamentálek se šířily hlasy, že politika pasivní rezistence nebyla k ničemu a nakonec přinesla jen krach. V Čechách to vyvolalo rozkol mezi staročechy Palackým a Riegrem a mladočechy. V roce 1872 byla znovu obnovena pasivní politika české neúčasti ve vládě i přes nesouhlas mladočechů. Na Moravě se ukázalo, nakolik má Alois Pražák v tamní politice rozhodující slovo. Moravští poslanci, dotázáni, zda jsou pro návrat do Říšské rady či pro setrvání v pasivní opozici, odvětili, že je to jedno a že se podrobí rozhodnutí dr. Pražáka.

### Návrat na zemský sněm a Říšskou radu
V roce 1873 vstoupili Moravané i přes varování Františka Palackého pod vedením Aloise Pražáka do zemského sněmu a po prvních přímých volbách do Říšské rady roku 1873 nastoupili roku 1874 na Říšskou radu. Pražák byl zvolen za kurii venkovských obcí (obvod Boskovice, Tišnov, Nové Město atd.) a složil poslanecký slib 21. ledna 1874. Po volbách roku 1873, když moravští národní poslanci, na rozdíl od kolegů z Čech, vstoupili do Říšské rady, přistoupil ke konzervativnímu Hohenwartově klubu, který reprezentoval konzervativní německorakouské a federalistické opoziční síly. V roce 1874 se rozhodli i mladočeši, že se zúčastní práce Českého zemského sněmu. Využili k tomu červencových zemských voleb. Od Vánoc 1874 už fungovali jako samostatná strana.
Vstup Moravanů na Říšskou radu pod Pražákovým vedením byl ovšem staročechy i mladočechy v Čechách ostře kritizován. Národní listy mluvily o „citelné, ba osudové ráně.“ Otto Urban vidí v tomto česko-moravském rozkolu projev odlišného přístupu obou komunit k státoprávním otázkám. Zatímco koncepci zemí koruny české jako historického celku moravští Češi uznávali, vymezovali se jak proti vídeňskému tak pražskému centralismu. Moravští Češi zároveň vzhledem k slabší úrovni národního probuzení na Moravě nemohli tak snadno přistoupit na dlouhodobý bojkot zákonodárných sborů a dále více se soustřeďovali na nutnost praktické politické práce. Pražák nicméně u příležitosti nástupu do předlitavského parlamentu pronesl státoprávní ohrazení, ve kterém sice tlumočil dobrou vůli k aktivní účasti na práci sněmovny, ale zopakoval, že čeští Moravané budou nadále vystupovat s ohledem na historické právo. Hořkost mezi Čechy a Moravany ale přetrvávala a ještě v roce 1876 opětovně F. L. Rieger apeloval na Pražáka, aby moravští Češi z Říšské rady odešli. Pražák ale v soukromém dopise toto odmítl („Je nynější situace jak vnitřní, tak zevnější skutečně skoro zoufanlivá a bude ještě mnoho bojů a práce zapotřeby, abychom sobě vydobyli postavení slušné. Že na cestě, na které jste Vy již 15 let, nepřijdeme dále, je jasné.“)
Léta 1874 a 1875 byla ve znamení akcí česky hovořících moravských poslanců za zřízení dostatečného počtu českojazyčných středních škol na Moravě a projednávaly se návrhy na stavbu nového zemského domu. I v těchto akcích se nejvíc uplatňovaly návrhy moravského zemského poslance Aloise Pražáka.
V roce 1876, na druhý den po pohřbu Františka Palackého, navštívil dr. Pražák Riegra a radil ke smíru staročechů s mladočechy. Navrhoval, aby čeští poslanci přerušili pasivitu ve Vídni, že je vhodná doba pro aktivní činnost v radě. Připravuje se prý další jednání kolem vyrovnávání s Uhrami a bývalé země Koruny české by mohly být důležitým činitelem při tomto vyrovnávání. Hrabě Eduard Taaffe naznačil Pražákovi, že pro Slovany se vytvářejí příznivé podmínky a i sám císař při soukromé audienci sdělil Pražákovi, že při nastávajících úpravách budou brány v úvahu i záležitosti Čechů. Rieger sice navázal jednání i s hrabětem Hohenwartem, protahoval však vstup do Říšské rady a vyčkával, kdo bude příštím ministerským předsedou. 19. září 1877 psal Rieger Pražákovi: „…Že by naše vstoupení do Říšské rady mohlo polepšit osud národa našeho, toho nedoufáme, - a tuším ani Vy nedoufáte více. Krom toho nelze nám se podrobiti bez výjimky a po šestnáctiletém odporu, s tolikými ztrátami a boji spojeném, podrobiti se bez koncesse. Není-li této spravedlnosti pro nás Čechy v Rakousku k nalezení, pak nám na zachování Rakouska záležeti nemůže – a zařídíme chování své k němu dle okolností, řídíce se jedině prospěchem národa. Rád bych od Vás věděl, jak se hodlá sněmovna zachovati k nám! Zdali nás opět vyzvou nebo nás nechají stranou, což nám je ovšem na ten čas nejmilejší a nejpohodlnější. Nicméně neradi bychom, aby se vyrovnání s Uhry nějakým usnesením Reichsrathu skutečně stalo – bez nás a proti nám. Zdá se nám zapotřebí proti tomu aspoň protest českého národa položiti.“
Mezitím se Alois Pražák v roce 1878 stal na šestileté funkční období členem moravského zemského výboru. Téhož roku podpořil jasně rakousko-uherskou okupaci Bosny a Hercegoviny. Vítal další rozšíření slovanské populace monarchie a roli u něj hrála i konzervativní loajalita vůči státu.

### Ministrem v Taaffeho vládě
Koncem 70. let došlo v české i předlitavské politice k výrazným proměnám silových poměrů. Čeští poslanci vstoupili roku 1878 na Český zemský sněm a v celostátní politice se k závěru chýlila dominance centralistických, německorakouských sil.
V březnu 1879 byla odvolána prozatímní vláda Karla von Stremayra. Z kandidátů hrabat Karla Sigmunda Hohenwarta, Jindřicha Jaroslava Clama-Martinice a Eduarda Taaffeho nakonec císař za ministerského předsedu vybral právě šestačtyřicetiletého hraběte Eduarda Taaffeho. Když se Pražák 12. srpna 1879 dověděl, že byl jmenován do nového Taaffeho kabinetu, přestože nabídku nečekal (alespoň ne tak brzy), rád ji přijal, neboť se domníval, že jako ministr bude moci lépe prosazovat národní a kulturní zájmy svého národa. Složením slibu 16. srpna 1879 vystoupil Alois Pražák na nejvyšší příčky politiky, když se stal v Taaffeho vládě ministrem bez portfeje, takzvaný český ministr-krajan coby reprezentant etnických Čechů (s platem 20000 zlatých ročně). Do jak složité situace se dostal, to si uvědomil až později.
Rieger okamžitě napsal Pražákovi dopis, v němž mu ani nepoblahopřál, ale už jej úkoloval jako „našeho speciálního zastánce“. Historik Otto Urban uvádí, že Pražákovo jmenování nebylo v Čechách přijato bez jisté kyselosti a že právě Riegrův dopis chybí mezi velkým množství gratulací, přičemž Rieger stěží potlačoval osobní zklamání.
Jinak ale rokem 1879 skončila dvoukolejnost české a moravské strategie. Pražák ještě v průběhu srpna a září jednal ve Vídni s představiteli českých politiků o jejich návratu do celostátního parlamentu. Dne 16. září byly dohodnuty zásady vstupu českých poslanců do Říšské rady za účasti J.J. Clam-Martinice, J. Lobkovice, F. L. Riegra, J. Grégra a zástupců vlády. Češi pak obeslali Říšskou radu. Období pasivní rezistence české politiky, beztak bez valného výsledku, skončilo. Po volbách roku 1879 se na Říšské radě ustavil početný Český klub, do nějž usedli (jako jedna ze čtyř autonomních frakcí, kromě staročechů, mladočechů a konzervativní šlechty) i moravští Češi včetně Pražáka. Kvůli jeho přechodu na ministerský post nicméně jeho roli vůdce moravských Čechů na Říšské radě převzal František Alois Šrom.
Krátce po nastoupení do vlády požádal Taaffe Pražáka, aby vypracoval návrh trůnní řeči. Pražák se v návrhu jasně vyslovil pro vytvoření autonomie a zdůraznění práv jednotlivých zemí v říši. Ministerská rada i císař přijali návrh téměř beze změny, avšak k žádnému rozhodnutí nedošlo. Centralistické snahy hraběte Taaffeho převážily Pražákův návrh. Již v první fázi Pražákova působení na ministerstvu se k němu sám císař vyjádřil před Taaffem: „Der Ministr Pražák trifft stets den Nagel auf den Kopf.“ Pražák však přes trefování hřebíku na hlavičku důvodem ke spokojenosti příliš neoplýval. Neměl totiž resort. Celé jeho ministerstvo obnášelo penzionovaného dvorního radu Neubauera s peněžitou odměnou k platu 1000 zlatých ročně a jednoho denního písaře, který dostával plat z ministerského paušálu. Pražák bral i záskoky. V první půli roku 1880 zastupoval na ministerstvu financí ne příliš schopného ministra Adolfa Kriegs-Aua a v druhé půli téhož roku nemocného ministra Juliana Dunajewského. Za dobře odvedenou práci byl jmenován tajným radou (což komentoval 29. července 1880 Rieger v dopise Pražákovi: „Velectěný příteli! Právě se dovídám z novin, že J. Vel. Vám udělil titul tajného rady. Netoliko, že Vám toho upřímně přeji, ale těším se z toho také upřímně, že aspoň jednomu uvědomělému našinci zasvitla záře císařské milosti. Posud je to věc tak vzácná pro nás, Slovany…“).
Dne 14. ledna 1881 byl Alois Pražák vlastnoručním dopisem císaře Františka Josefa I. jmenován ministrem spravedlnosti, respektive prozatímním správcem tohoto rezortu. Zároveň mu byl udělen císařem titul „Excellence“.
Cenou za český aktivní vstup do předlitavského parlamentního života mělo být naplnění některých českých konkrétních požadavků. V listopadu 1879 zveřejnili čeští zástupci v tomto ohledu memorandum. V lednu 1880 je císař předal ke zpracování vládní komisi, kterou vedl Alois Pražák. Výsledkem pak bylo několik praktických a pro české hnutí výrazně pozitivních vládních aktů. Předně šlo o takzvaná Stremayrova jazyková nařízení, na jejichž přípravě se Pražák významně podílel. Měla být prvním krokem ke zrovnoprávnění češtiny s němčinou v Čechách a na Moravě a zaváděla ve vnějším úředním styku češtinu jako plnohodnotný úřední jazyk. Nařízení stanovilo, že každý občan může hledat a dosáhnout právo jazykem českým i německým (a to i v tzv. uzavřeném území německém). Pražák měl zásadní podíl na jejich vydání a vymohl pro ně schválení ministerské rady i císaře. V říjnu 1882 vydal podobná nařízení pro Slezsko (Pražákova jazyková nařízení). Za zásluhy na práci o jazykovém nařízení byl Pražákovi dne 29. června 1882 udělen Řád železné koruny 1. třídy.
V témže roce se konečně podařilo prosadit Pražákovu vytrvalou snahu o rozdělení pražské univerzity na dvě jazykové části, čímž byla dotvořena českojazyčná vzdělávací soustava. Nepodařilo se však prosadit, aby vláda odvolala ze školské rady dozorce českojazyčných škol, kteří neovládali český jazyk.
7. září 1882 byl Pražák za své zásluhy císařem povýšen do šlechtického stavu, když získal titul barona a erb. Ještě dříve byl dr. Pražák vyznamenán papežem Piem IX. udělením Rytířského kříže papežského řádu sv. Řehoře. Zároveň ale musel manévrovat mezi vládní zodpovědností a očekáváním z české strany. Když ho F. L. Rieger (sám vystaven kritice radikálních mladočechů) opakovaně žádal o větší důraznost při prosazování českých zájmů ve vládě, Pražák odpovídal ve smyslu, že dvacetileté systematické prohřešky vlády nelze „odčinit tak rychle.“ Zároveň v dopise z roku 1881 obhajoval premiéra Taaffeho a odmítl možnost návratu k pasivní rezistenci. Přesto jeho praktický a konzervativní styl politiky vyvolával kritiku. Radikální mladočeský poslanec Jan Vašatý se dokonce o Pražákovi vyslovil v tom smyslu, že nic nedělá a jen bere ministerský plat. Pražákův postoj k Českému klubu pak ochladl, přestal docházet na jeho porady a celkově se společensky izoloval. Rozdílné hodnocení jeho působení ve vládě opakovaně rozdělovalo české poslance z Čech a Moravy.
Ve volbách do Říšské rady roku 1879 a znovu volbách do Říšské rady roku 1885 se opět stal členem poslanecké sněmovny (kurie venkovských obcí, obvod Boskovice, Tišnov atd.) Mandát obhájil i ve volbách do Říšské rady roku 1891 v témže volebním okrsku.
V roce 1886 se konečně po delší době podařilo Pražákovi prosadit nařízení, které pak v září jako ministr spravedlnosti vydal pro vrchní zemský soud v Čechách, a to nařízení o odstranění a nebo omezení úředních soudních překladů. Zavedlo se tedy částečné české úřadování u soudů. Podobné opatření bylo také zasláno zemskému soudu na Moravu. Pražák také pomáhal slovinským vlastencům dr. Lavro Tomanovi, Vošujakovi a dalším, kteří se na něho s důvěrou obraceli v důležitých politických věcech, při řešení otázek autonomie.
Správcem ministerstva spravedlnosti byl Alois Pražák až do 11. října 1888, kdy byl po více než sedmi letech z důvodu nutných politických změn zproštěn funkce. Na druhý den mu byl za odměnu na práci na ministerstvu spravedlnosti udělen císařem Velkokříž Leopoldova řádu. Zůstal opět ministrem bez portfeje a snažil se svými přímluvami u Taaffeho vymoci pro Čechy, co se jen dalo. Jednalo se zejména o tzv. punktační jednání, roku 1890, tedy návrh vyrovnání mezi Čechy a Němci na Českém zemském sněmu a v Říšské radě. V jednáních o punktacích patřil Pražák mezi hlavní osobnosti na české straně. Otto Urban dokonce uvádí, že předseda vlády Taaffe přenechával Pražákovi většinou roli hlavního vyjednavače za vládu. Jenže punktační jednání nakonec zkrachovala, respektive jejich podoba a postup zavádění vyvolal ostrou mladočeskou opozici. Rieger naléhal na Pražáka, ať u Taaffeho intervenuje ohledně jistých výrazných ústupků tak, aby mohl odrazit mladočeský nápor. Zmiňoval možnost alespoň částečného zavedení češtiny coby i vnitřního úředního jazyka. Pražák tlumočil vzkaz Taaffemu, který ale kontroval tím, že staročeši si musí sami vyřešit své problémy a vnitřní české úřadování jim nepomůže. Následně staročeši drtivě prohráli volby do Říšské rady 1891. Nástup národně-liberálních mladočechů, kteří nepovažovali Pražáka za svého zástupce ve vládě, oslaboval jeho ministerskou pozici. Tehdy už dvaasedmdesátiletý Pražák pak v srpnu 1892 odešel z vlády i z aktivní politiky.
Koncem července 1892 mu Taaffe zřetelně naznačil záhodnost jeho odchodu z vlády, přičemž mu ponechal možnost si sám zvolit oficiální důvod i načasování takového kroku. Počátkem srpna 1892 pak Pražák ze zdravotních důvodů podal návrh o propuštění do penze. Dne 4. srpna 1892 dostává z Ischlu vlastnoručně psaný list od císaře, ve kterém jej na vlastní žádost zprošťuje funkce ministra a děkuje mu za jeho věrné služby. Za tři dny, 7. srpna obdržel penzijní výměr 8000 zlatých ročně a byl jmenován doživotním členem Panské sněmovny (jmenovaná horní komora Říšské rady). Post českého ministra-krajana pak ve vládě zůstal až do roku 1900 neobsazen.

## Sklonek života
I jako penzista zůstával Alois Pražák ve Vídni, pravidelně se účastnil zasedání Panské sněmovny, sledoval postup a vývoj událostí v Rakousku-Uhersku a prosazoval myšlenku ústavních změn ve prospěch autonomního postavení bývalých zemí Koruny české v monarchii. Spolupracoval se svým synem Otakarem Pražákem, rovněž říšským poslancem, ale nedařilo se mu pro odpor Němců prosadit některé jazykové zákony a nařízení.
Během 90. let začal být mohutně kritizován mladočechy a postupně se stahoval do pozadí. Psal své Paměti a třídil korespondenci.
Na Moravě však byla autorita barona dr. Aloise Pražáka trvalá a nezpochybnitelná. Založil totiž politickou stranu, ba dokonce politickou dynastii. Základnu Pražákem založené Národní strany na Moravě totiž tvořili jeho známí a mnohdy příbuzní. Kromě syna Otakara to byl jeho o 19 let mladší bratranec JUDr. Josef Fanderlík mladší, který se pro změnu oženil s dcerou dalšího moravského politika Jana Helceleta. Z Helceletovy rodiny se v politice angažoval i jeho syn Ctibor Helcelet, který s Františkem Stratilem a Josefem Koudelou začínal jako advokátní koncipista v Pražákově brněnské kanceláři. Asi v letech 1890–1895 byl dr. Pražák členem Čtenářsko-pěveckého spolku Rastislav v Blansku.

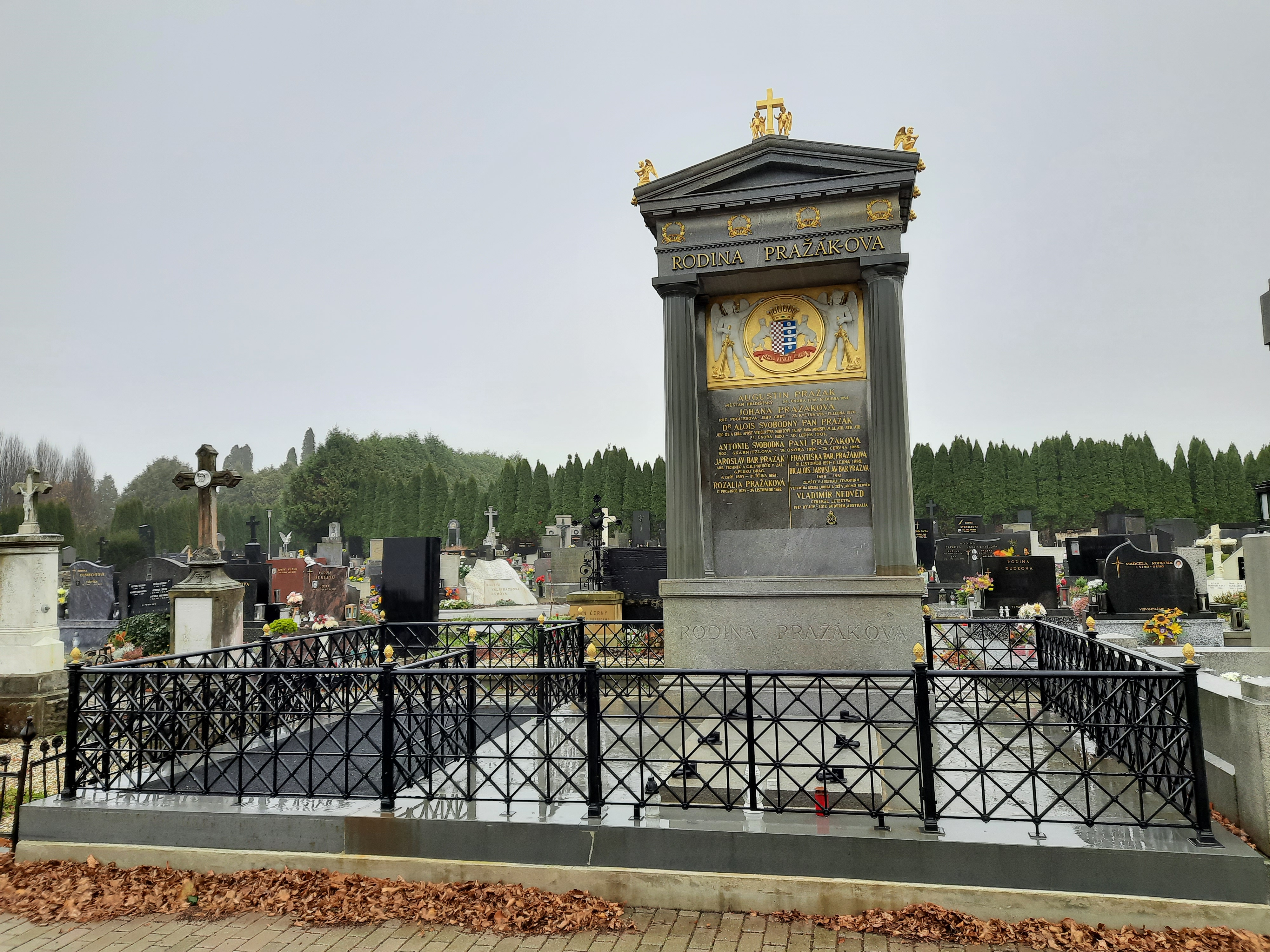
Hrobka rodiny Pražákovy na hřbitově v Mařaticích

Až do posledních dnů svého života byl stále čilý a udržoval písemný styk s Riegrem a dr. Mezníkem. Všichni si Pražáka cenili jako výborného znalce lidí, s kterými se setkal, a vždy odhadl dobře. 25. září 1890 mu městské zastupitelstvo v Uherském Hradišti jako svému nejslavnějšímu rodákovi udělilo čestné občanství. Kromě rodného města je baron Pražák čestným občanem Brna, Blanska a Pardubic.
Zemřel ve Vídni ve věku téměř 81 let (údajně stářím), ale přál si být pochován skromně, beze všech poct, které by měl ve Vídni, do rodné země moravské. Pohřben byl v rodinné hrobce na uherskohradišťském městském hřbitově v Mařaticích, která je svým rozměrem největší hrobkou na celém hřbitově. Zde již už odpočíval jeho nadějný syn Jaroslav, který náhle zemřel v 25 letech v roce 1881 (pozůstatky převezeny do Mařatic 1887), a taktéž jeho manželka Antonie, která zemřela 25. června 1885 ve Vídni ve věku 69 let.

## Zásluhy na výstavbě Brna
Dr. Alois Pražák má též svůj podíl na stavební činnosti Brna, které by bez něho mělo asi poněkud jinou tvář.
Stál za objednávkou výstavby nemocnice U svaté Anny, která byla zadána Theophilu Hansenovi, známému vídeňskému architektovi dánského původu, významnému zastánci ideálu řecké renesance. Roku 1865 byla vypsána veřejná soutěž a ještě 24. června téhož roku byl položen základní kámen. Stavba byla dokončena roku 1868. V listopadu téhož roku byla vysvěcena ústavní kaple sv. Anny. Novostavba zemské nemocnice u sv. Anny byla dobově charakterizována jako „památka starostlivosti zemského sněmu“. Alois Pražák podnikal jako zpravodaj cesty do Německa, Francie a Anglie, aby poznal tamější správy nemocnic. On sám vzpomíná na tuto dobu ve svých Pamětech: „Kdybych nebyl v životě nic jiného učinil pro lidstvo, než umožnil stavbu této nemocnice, pokládal bych si to za čin velmi záslužný.“
Podílel se i na budování brněnské Okružní třídy po zbourání městských hradeb, jejíž součástí je dnešní Husova, dříve Eliščina ulice. Alois Pražák se totiž rozhodl vyrovnat s převažujícím německým prostředím tehdejšího Brna i po hmatatelné stránce. O významnou stavební parcelu na Okružní třídě se začalo konsorcium stavebníků českého kulturně společenského střediska Besedního domu zajímat už před rokem 1870. Nakonec bylo toto staveniště získáno na proněmecké a protislovansky laděné radnici lstí, když o stavební parcelu požádaly nastrčené osoby z německých vyšších kruhů. 23. června 1870 předložili první stavební plány hrabě Egbert Belcredi a hrabě Bedřich Silva-Tarouca. Po menších průtazích se začátkem dubna roku 1871 ustavila akciová společnost a členové jejího předsednictva Alois Pražák a Jindřich Dvořák vzápětí znovu požádali o vydání stavebního povolení. Ještě v dubnu byla vyhlášena soutěž na provedení stavebních prací, kterou vyhrál stavitel Eduard Svoboda a v květnu stavbu zahájil. Dr. Alois Pražák pověřil vyprojektováním tohoto střediska opět Theophila Hansena, který kromě Besedního domu vyprojektoval i sousedící obytný palác, jenž se stal sídlem Pražákovy rodiny. Slavnostní otevření Besedního domu proběhlo 21. ledna 1873. V témže roce byla v zahradě přistavěna kuželna. Navzdory protichůdným tendencím německé městské správy tedy vznikl v Brně jedinečný soubor budov ve stylu vídeňské neorenesance, který se stal střediskem vlasteneckého života.

## Čestné tituly a vyznamenání
- titul „Excelence“ (1881, spojeno s hodností c. k. tajného rady)
- Řád železné koruny 1. třídy (1882)
- titul baron (1882)
- Velkokříž Leopoldova řádu (1888)
- Rytířský kříž papežského řádu sv. Řehoře
- Čestné občanství Boskovic (1871), Uherského Hradiště (1890), Brna, Blanska a Pardubic.

## Rodina
V roce 1850 se na Hostýně oženil s Antonií Škarniclovou (Skarnitzl, 1826–1885), která pocházela z bohaté podnikatelské rodiny z Olomouce. Z manželství se narodily čtyři děti.
- 1. Vladimír (1852–1927), státní úředník, okresní hejtman v Lanškrouně, později ministerský rada na ministerstvu vnitra
- 2. Marie (1854–1907), sňatek 1874, Hugo baron Klobus (1840–1906), c. k. polní zbrojmistr, velitel pevnosti Josefov, zemský velitel v Chorvatském království
- 3. Jaroslav (1857–1881)
- 4. Otakar (1858–1916), poslanec moravského zemského sněmu a říšské rady